# Albert Flory
Albert Flory (Largentière, 1890 - Levallois-Perret, 1978) est un poète et journaliste français.

## Biographie
Il débuta à 24 ans comme rédacteur aux éditions de La Maison de la bonne presse où il fut notamment secrétaire de rédaction de la revue Le Noël jusqu'en 1939. Il commença à faire paraître ses poèmes en revue (Le Mercure de France, Le Divan, etc.), parfois au Pigeonnier de Charles Forot, puis en recueil, à partir de la fin des années 1920. À partir de 1940, et jusqu'en 1947, il cessa ses activités journalistiques pour devenir Chef de Bureau chargé de la presse au ministère de la Reconstruction et de l'urbanisme. Durant cette période, il livra néanmoins une série de biographies d'hommes célèbres édités chez son ancien employeur.
En 1948, il réintégra la Maison de la bonne presse, où il devint rédacteur à La Documentation catholique. Il collabora également au journal La Croix où il tint longtemps la chronique de la poésie.
En 1931, 1935 et 1962, il reçoit le prix Archon-Despérouses.

### Poésie
- Les Tercets, Éditions du Pigeonnier, 1929, 66 p.
- Le Livre de la mort, Maison du Livre français, 1934, 157 p.
- Les Jeux de la terre et du ciel, Au Pigeonnier, 1935. 143 p.
- Airs comprimés, Garnier, 1939, 78 p.
- Florylège, Éditions du Pigeonnier, 1951, II-16 p.
- Le Chant de la danse macabre, Éditions du Dauphin, 1956. 111 p. Prix Amélie Mesureur de Wally de l'Académie française en 1957
- Les Enchantements, Éditions du Dauphin, 1958, 109 p.
- Les Bras vers l'étreinte, Éditions du Dauphin, 1960, 119 p.
- Éléments d'une poétique, autoédition, 1970, 152 p.

### Biographies
- Albert de Mun, Maison de la Bonne presse, coll. Les Grandes figures chrétiennes, 1941, 103 p.
- Francis Jammes, Maison de la Bonne Presse, 1941, 109 p.
- L'Amiral Courbet, Maison de la Bonne presse, coll. Les Grandes figures chrétiennes, 1942, 111 p.
- Le Général de La Moricière, Maison de la Bonne presse, coll. Les Grandes figures chrétiennes, 1942, 96 p.
- J.-H. Fabre, Maison de la Bonne presse, coll. Les Grandes figures chrétiennes, 1942, 94 p.
- L'Abbé Perreyve, Maison de la Bonne presse, coll. Les Grandes figures chrétiennes, 1944, 94 p.
- Le Docteur Charles Ozanam, Maison de la Bonne presse, coll. Idéalistes et animateurs, 1944, 171 p. Prix Dodo de l'Académie française
- Charles de Montalembert, Maison de la Bonne presse, coll. Les Grandes figures chrétiennes, 1945, 95 p.

### Autres
- La Chanson du poilu, Jouve, 1917, 32 p.
- Le Cœur du brave, la Maison française d'art et d'édition, 1920, 91 p.